# Aquília Severa
Júlia Aquília Severa (em latim: Iulia Aquilia Severa) foi uma virgem vestal e imperatriz-consorte romana, segunda e quarta esposa do imperador Heliogábalo (r. 218–222). Aquília recebeu o prenome "Júlia" depois de se tornar imperatriz. Filha do consular Quinto Aquílio Sabino, foi consagrada virgem vestal em Roma. Em violação ao voto de castidade das vestais, foi desposada em 220 pelo imperador Heliogábalo (r. 218–222), com quem teve breve casamento de poucos meses. A razão para o fim do casamento é desconhecida, mas se especula que tenha ocorrido por influência de Júlia Mesa, avó do imperador, devido ao enorme escândalo causado pelo casamento da vestal. Heliogábalo casou com Ânia Faustina, porém esse casamento também foi brevíssimo e logo Aquília recasou com ele, com quem viveu até o assassinato dele em 222. Nada mais se sabe sobre ela além dos eventos ligados a seu casamento e as autoridades no assunto, inclusive entre os antigos, se dividiram quanto à forma como analisaram o episódio.

## História

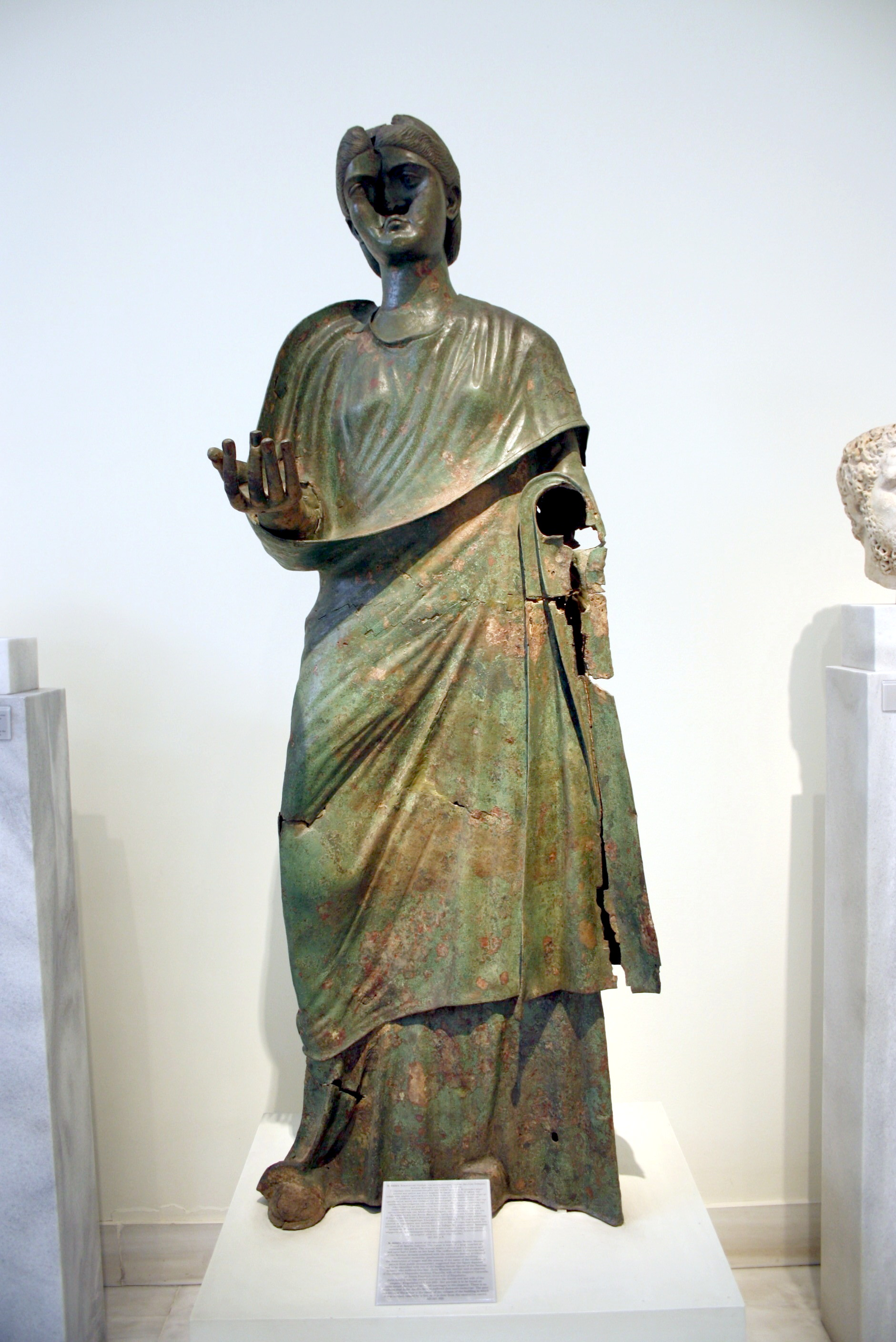
Estátua de bronze de Aquília. Museu Arqueológico de Atenas

Severa era filha do homem consular Quinto Aquílio Sabino e foi consagrada virgem vestal de Roma. Em 220, o imperador Heliogábalo (r. 218–222) a desposou, num ato tido com sacrílego pelos romanos, pouco antes da cerimônia que uniu Vesta e Heliogábalo, deuses de Aquília e do imperador, respectivamente. Era tida como uma das mulheres mais belas de Roma, o que em si pode ter sido motivo à união. Porém, seu hábito vestal também pode ter tido sua parte, pois no passado Heliogábalo foi sacerdote. O casamento, no entanto, durou pouco tempo, talvez porque Aquília não produziu herdeiro. O fim do matrimônio, por conseguinte, causou a derrocada de Quinto Aquílio Sabino. É possível que o casamento tenha ruído por influência de Júlia Mesa, avó do imperador.
Em 221, com o fim do casamento, Heliogábalo se casou com a nobre Ânia Faustina, mas este casamento durou pouco tempo, e antes do fim do ano ele recasou com Aquília; ambos os casamentos não produziram herdeiros. Dião Cássio, tratando do assunto, disse que Heliogábalo desposou quatro mulheres, incluindo Ânia, antes de voltar a Aquília. Ao que parece ela continuou a viver com o imperador até seu assassinato em 11 de março de 222. Não se sabe seu destino depois disso, mas é possível que tenha sido vítima do escárnio dos romanos por ter quebrado seu voto de castidade como vestal, algo passível de punição pela tradição.

## Avaliação
Segundo Leonardo de Arrizabalaga y Prado, apesar da afirmação de Dião Cássio de que Aquília era vestal, isso não é possível de confirmar pela cunhagem; nelas, há legendas com o nome de Vesta, Vênus Celeste, Vênus Félix, Letícia e Concórdia. Mesmo que se admita a possibilidade de que foi vestal, e portanto seu casamento foi sacrílego, também é possível que essa informação tenha sido forjada para atacar o imperador, pois outra imperatriz, Júlia Domna (r. 193–211), que não era vestal, cunhou moedas com o nome da deusa.
O romano Dião Cássio (século III) e os bizantinos João Xifilino (século XI) e João Zonaras (século XII) entendem que Heliogábalo a violou, talvez pelo fato de ter sido vestal, mas a literatura moderna dá ênfase ao caráter religioso que seu casamento deve ter tido. É igualmente possível, ademais, que Heliogábalo tivesse sentimentos por Aquília, e que seu casamento com Ânia Faustina foi breve, pois, ao nutrir sentimentos por Aquília, a queria de volta. A diferença destes dois casamento é que o segundo não teve significação religiosa, pois com o divórcio de Aquília, Heliogábalo desfez o casamento de seu deus com Vesta e o recasou com Urânia, a deusa greco-púnica lunar cultuada em Cartago. Esse casamento foi relatado por Dião Cássio e Herodiano, com o segundo alegando que o imperador achava apropriado, talvez por retratar uma harmonia cósmica, a união do Sol e a Lua.